# 阿巴坎遗址
阿巴坎遺址，是匈奴管辖西北边疆坚昆地区的一座中国式建筑宫殿城址，位于今俄罗斯哈卡斯共和国阿巴坎南8公里处，为蘇聯時期的考古队所发掘，距东部布里亚特共和国首都乌兰乌德为1093.70公里，是俄罗斯境内所发掘的首座中国式建筑。遗址地点在西汉时期为坚昆游牧之地（今叶尼塞河上游），其东境为丁零游牧之地（今布里亚特共和国的贝加尔湖）。 其宫殿主人存有不同观点，有学者认为是李陵晚年与他匈奴妻子或新朝末年卢芳的住所， 也有认为是匈奴复株累若鞮单于和和亲公主王昭君所生的长女须卜居次的居所。

## 背景

### 李陵
李陵，陇西成紀（今甘肃天水）人，生约于前134年，卒于前74年匈奴境内。前99年率五千荆楚弩兵出居延遮虏鄣，至浚稽山（今蒙古国戈壁阿尔泰省附近）驻扎，不久遭且鞮侯單于三万骑兵所围，以连弩击破，单于召集八万骑兵反攻。李陵且战且引，拟向南退至遮虏鄣，未至鞮汗山（今蒙古国西南谱颜博格多山）时弩矢已用尽，在汉朝边界不远的地方，因乘夜突围不成而投降，其副将韩延年战死，所练之军仅存四百人逃回汉朝。
李陵投降匈奴数年后，汉朝遣公孙敖出塞迎接李陵却无功而返，从捕得生口中误闻为单于练兵的李绪为李陵，而诛其全家。李陵因此背弃汉朝，并遣人刺杀李绪。时阏氏欲杀李陵，狐鹿姑单于将他调移至北境一直到阏氏去世，又将女儿嫁给李陵为妻，封他为右校王，与汉朝人卫律平起平坐。汉武帝死后，霍光和上官桀遣李陵的同乡任立政等前往说降，但被李陵所拒绝。单于又遗李陵至北海（今俄羅斯布里亚特共和国的贝加尔湖）劝说被前任单于流放的汉朝使节苏武投降匈奴，但未能成功。李陵见苏武心意已决，遂吩咐他的匈奴妻子赐他牛羊十余头。前81年，苏武随使节返回汉朝，李陵摆酒宴送别。李陵在匈奴境内生活了20余年后，于前74年病死。

### 卢芳
卢芳，安定三水（今宁夏同心东）人，生年不详，卒约于50年匈奴境内。自称是汉武帝曾孙刘文伯的后裔，郡人皆信之。新朝末年，在三水与属国当地的羌人起兵。25年汉更始帝败亡，为三水各方豪杰共立为上将军和西平王，遗使与羌人和匈奴结盟，与其兄卢禽和弟卢程一同为呼都而尸道皋若鞮單于所迎而出塞，并立为“汉帝”。时五原郡的李兴、随昱，朔方郡的田飒，代郡的石鲔、闵堪等军阀各自起兵，相继被拥立或自立为“天子”的有王郎、公孙述、刘盆子、刘永、孫登和李宪等。单于遣使向李兴等结盟，告知将令卢芳还汉朝。29年，李兴和闵堪率兵至单于庭（今蒙古国前杭爱省哈拉和林）迎接卢芳入塞。卢芳在九原县建都，自称为“天子”，管辖五原、朔方、云中、定襄、雁门五郡。
30年卢芳遗部将贾览击杀代郡守刘兴，又诛五原郡守李兴兄弟，以致朔方郡守田飒和云中郡守桥扈投降汉朝，其東汉朝遣吴汉和杜茂出击，但未能攻克。36年在围攻云中郡城时，因留守九原的部将随昱降汉乃亡入匈奴。40年入塞居代郡高柳，遗使向汉朝投降，被封为代王，以闵堪为相，闵林为太傅，负责与匈奴修好关系。41年因恐汉朝的猜忌而叛，与闵堪和闵林相攻连月，在呼都而尸道皋若鞮單于骑兵的迎护下和妻子逃亡出塞，在匈奴境内生活了10余年后病死。

### 须卜居次云
须卜居次云，一作伊墨居次云，挛鞮氏，生约于前30年，卒约于23年汉朝境内，父复株絫若鞮单于，母王昭君。须卜居次云的丈夫为须卜当，是管辖匈奴右地的右骨都侯，21年病死，二人有子名奢，为大且渠，妹妹叫当于居次，妹子为醯櫝王，另有一同母异父的哥哥叫伊屠智牙师，为右日逐王。须卜居次云自小生长于塞外，自2年奉单于之命始入塞，习染汉朝风俗，王莽秉政时期为讨好皇太后王政君，告烏珠留若鞮單于令遗居次云入汉朝侍从皇太后。

10年新朝皇帝王莽派人把單于的“玺”换为“章”，单于遗须卜当要回旧玺，不料玺已被使节砸碎，又因丰厚的赂遗，无奈之下遂接受新章此后新匈关系开始变差。11年匈奴攻西域车师城，杀后成长，伤西域都护司马，王莽派人招诱呼右犁汗王咸，封他为孝单于，不久咸逃回匈奴，两个儿子登和助被扣留，次年二人皆死。13年烏珠留若鞮單于死，当方执大权，因居次云主张与中国修好关系，而咸又曾为王莽所封，故立咸为乌累若鞮单于。14年单于派人到西河郡制虏塞（今内蒙古鄂尔多斯伊金霍洛旗内）与新朝修好，王莽遗使厚赂单于，15年将其子登的遗体送回，单于派居次云子奢迎接，然而此后单于仍不断地袭扰边塞。18年呼都而尸道皋若鞮單于遗奢和居次云妹子醯櫝王至长安，后奢又转派去制虏塞与他父母当和居次云会合，王莽暗中设伏将二人押送至长安，意图让当代替现任單于，但一直无法召集大军。21年当病死，王莽将庶女陆逮任嫁给其子奢为妻，至23年王莽败亡后，居次云和她儿子奢也在长安逝世，24年更始帝将二人亲属送回匈奴。

## 宫殿
阿巴坎宫殿遗址初于1940年为建筑工人所发现，位于俄罗斯哈卡斯共和国阿巴坎南8公里处的力量农庄。1941年至1946年俄罗斯考古队在该遗址进行发掘。
整个遗址为1.5千平方米，中央大殿为12ｘ12平方米，墙垣厚2米，四周总计房屋有19间，连大殿共20间，各房屋互相连属，屋与屋之间有门户，宫殿正门向南，与南面最大的房屋相通，如外宾进入的前堂。中央大殿的墙壁有门七扇，其中两扇的近旁有铜制铺首。大殿附近都发现瓦当，瓦当上有汉字“天子千秋万岁常乐未央”，大殿为四方形，有双层四斜面的瓦盖。大殿和房屋地下皆有暖气通渠，以石瑰砌成，曲折迥环，通入大殿和半数以上的房屋。然而这种暖气设备在西伯利亚的冬季还不够，其余不通暖气渠道的房屋，地上多数发现火盆的痕迹。建筑物的墙壁都有门道，内窄外宽，屋顶用四方形的板瓦构成，板瓦沿斜面微作凹形，在纵横排列的板瓦间，瓦盖以半圆筒形的凸瓦，其下端即为汉字瓦当，板瓦上有符号，为鄂尔浑体和叶尼塞体字母。
大殿和周围的房屋都紧密连属，使暖气不易散失，故与山东沂南和四川宝成的汉墓石刻画象所表现的多院合院建筑布置有所不同。所发掘的文物，包括平方形而凸出的波纹粘土块，绿玉制的椭圆形花瓶残片，环刀，尖端的铜扣，犁纹和波纹的互罐残片，铜制的兽角神铺首环。阿巴坎的兽首街环，与山东石室和江苏射阳聚的汉代石刻画像，及出土陶屋的兽首街环相似。兽角神面深藏的眼睛向前直视，鼻孔强开孔中装有铜环，两角之周有三道复合螺旋纹的顶饰。

## 主人
俄罗斯学者莉迪亚·阿列克谢耶夫娜·叶夫秋霍娃和日本学者角田文衞认为阿巴坎宫殿遗址为李陵的住所。
也有俄罗斯学者如阿列克谢·阿纳托利耶维奇·科瓦廖夫认为阿巴坎宫殿遗址为卢芳和他家属的住所，尽管卢芳在汉朝屡败，单于仍然很重用他，并视他为刘氏天子，卢芳败亡后必有旧吏民纷纷逃往匈奴境内，被单于安置在边疆。
中國中山大学学者周连宽认为阿巴坎宫殿遗址是14年至18年，亲漢的须卜居次云和她丈夫权势最大的时候在边疆建所造的宫殿，这段时期属乌累若鞮单于在位年间。